# 키릴 토마노프
키릴 레오 헤라크리우스, 토마노프 왕자(토마니슈빌리 출생)(1913년 10월13일 ~ 1997년 2월 4일)은 조지아, 아르메니아, 이란의 역사를 주로 연구한 러시아 출신의 미국 역사가이며 계보학자이다.
토바노프는 15세기에 아르메니아와 조지아가 분리되고 러시아인 어미니를 둔, 아르메니아계-조지아인 귀족 가문(투마니아니, 투마니슈빌리)의, 후일에 러시아 내전 기간 동안에 러시아의 하얀 군대에서 복무한, 조지아인 아버지한테서 샹트 페테르부르크에서 태어났다. 그 가문은 1783년 7월 24일에 에레클레 2세와 함께 결론낸 게오르기예프스키 조약의 부속 조항에 카르트벨리아인(조지아인) 군주들의 계보에 있고, 1850년 12월 6일에 개별화된 조지아 군주 가문 목록에 있는 윗사람들로부터 인가되었다.
1918년에 그의 모친과 함께 러시아 혁명을 피해 달아나 첫 번째로 파리에 도착한 키릴 토마노프. 그의 모친은 볼셰비키 당원에게 살해당했다. 토마노프는 1928년 미국으로 이민갔다. 그는 레넉스 스쿨에 입학했고 1931년에 졸업했다. 그의 교수는 그의 안전을 위해 위해 벨기에로 보내 저명한 아르메니아인 교수인 니콜라스 아돈츠 문하에서 공부할 수 있게 여비를 마련해 주었다.
그는 1943년에 조지타운 대학교에서 박사를 취득했고, 그 학교에서 재직할 뜻을 받아들여 그가 은퇴할 때까지 재직했으며, 1970년에는 역사학 명예 교수가 되었고 로마로 갔다.
귀족과 왕족이라는 의문에 대해 깨닫게 된 위신으로, 토마노프는 상류층 역사의 자문역이기도 했으며, 몰타 기사단의 공언된 기사 이기도 했다.

## 저서
- (영어) On the Relationship between the Founder of the Empire of Trebizond and the Georgian Queen Thamar, Speculum, 15 (1940).
- (영어) Medieval Georgian Historical Literature (VIIth-XVth Centuries), Traditio 1 (1943).
- (영어) The old Manuscript of the Georgian Annals: The Queen Anne Codex (QA) 1479-1495 Traditio 5 (1947)
- (영어) The Early Bagratids. remarks in connexion vith some recent publications, Le Museon 62 (1949).
- (영어) The Fifteenth-Century Bagratids and the institution of Collegial Sovereignty in Georgia, Traditio 7 (1949-1951)
- (영어) Christian Caucasia between Byzantium and Iran. New light from Old Sources, Traditio 10 (1954).
- (프랑스어) La noblesse géorgienne sa genèse et sa structure, Rivista Araldica, Sett (1956).
- (영어) Chronology of the Kings of Abasgia and other problems, Le Museon,69 (1956)
- (영어) Caucasia and Byzantine studies, Traditio 12 (1956)
- (영어) The Bagratids of Iberia from the Eight to the Eleven Century, Le Museon 74 (1961)
- (영어) The dates of the Pseudo-Moses of Chorence, Handes Amsorya,75 (1961)
- (영어) Studies in Christian Caucasian History, Georgetown University Press, (1963).
- (영어) The Cambridge Medieval History IV cap XIV "Armenia and Georgia", nouv.éd 1966.
- (영어) Chronology of the Early Kings of Iberia, article dans Traditio 25 (1969)
- (영어) The Mamikonids and the Liparitids, Armeniaca Venise (1969).
- (영어) The Third-Century Armenian Arsacids: A chronological and Genealogical Commentary, revue des études arméniennes no 6 (1969) pages 233 à 281.
- (영어) Caucasia and Byzantium, Traditio,27 (1971)
- (프랑스어) L’Ordre de Malte dans l’Empire de Russie : Grand-Prieuré Catholique de Russie, Rivista Araldica, Maggio-Giugno (1973)
- (프랑스어) Manuel de généalogie et de chronologie pour l’histoire de la Caucasie chrétienne (Arménie, Géorgie, Albanie), Éd. Aquila, Rome, (1976).
- (프랑스어) Aransahikides ou Haykides ? Derniers rois de Siounie, Handes Amsorya (1976)
- (프랑스어) Les Maisons Princières Géorgiennes de l’Empire de Russie, Rome, (1983).
- (영어) The Albanian Royal Succession, Le Museon 97 (1984).
- (영어) The Social Myth: Introduction to Byzantinism, Viella libreria editrice, Rome (1984).
- (영어) Heraclids and the Arsacids, revue des études arméniennes no 19 (1985).
- (영어) Problems of Aransahikid Genealogy, Le Museon 98 (1985).
- (프랑스어) Les dynasties de la Caucasie chrétienne de l’Antiquité jusqu’au XIXe siècle ; Tables généalogiques et chronologiques, Rome, 1990.

## 참고 문헌
1. 1 2 3 4  Robert H. Hewsen. "In Memoriam: Cyril Toumanoff." Journal of the Society for Armenian Studies. Vol. 8, 1995, 5-7.
2. ↑  Rapp, Stephen H. (2003), Studies In Medieval Georgian Historiography: Early Texts And Eurasian Contexts, p. 16. Peeters Bvba, ISBN 90-429-1318-5.
3. ↑  Любимов С.В. Титулованные роды Российской империи: Опыт подробного перечисления всех титулованных российских дворянских фамилий, с указанием происхождения каждой фамилии, а также времени получения титула и утверждения в нем / Гос. публ. ист. б-ка России. – М.: ФАИР-ПРЕСС, 2004. с. 368